# Jakob Emanuel Lange
Pour les articles homonymes, voir Lange.
Jakob Emanuel Lange est un mycologue danois, né en 1864 et mort en 1941.

## Biographie
Ce mycologue s’intéressa à la systématique des agaricales. Sa publication la plus connue est Flora Agaricina Danica, un ouvrage en cinq volumes sur les agaricales du Danemark.
Il est le père de Morten Thomsen Lange (1919-2003), également mycologue, professeur à l’université de Copenhague et membre du Folketing.

## Source
- Traduction de l'article de langue anglaise de Wikipédia (version du 27 août 2008).